# Megachile placida
Megachile placida là một loài Hymenoptera trong họ Megachilidae. Loài này được Smith mô tả khoa học năm 1862.